# 國立政治大學理學院

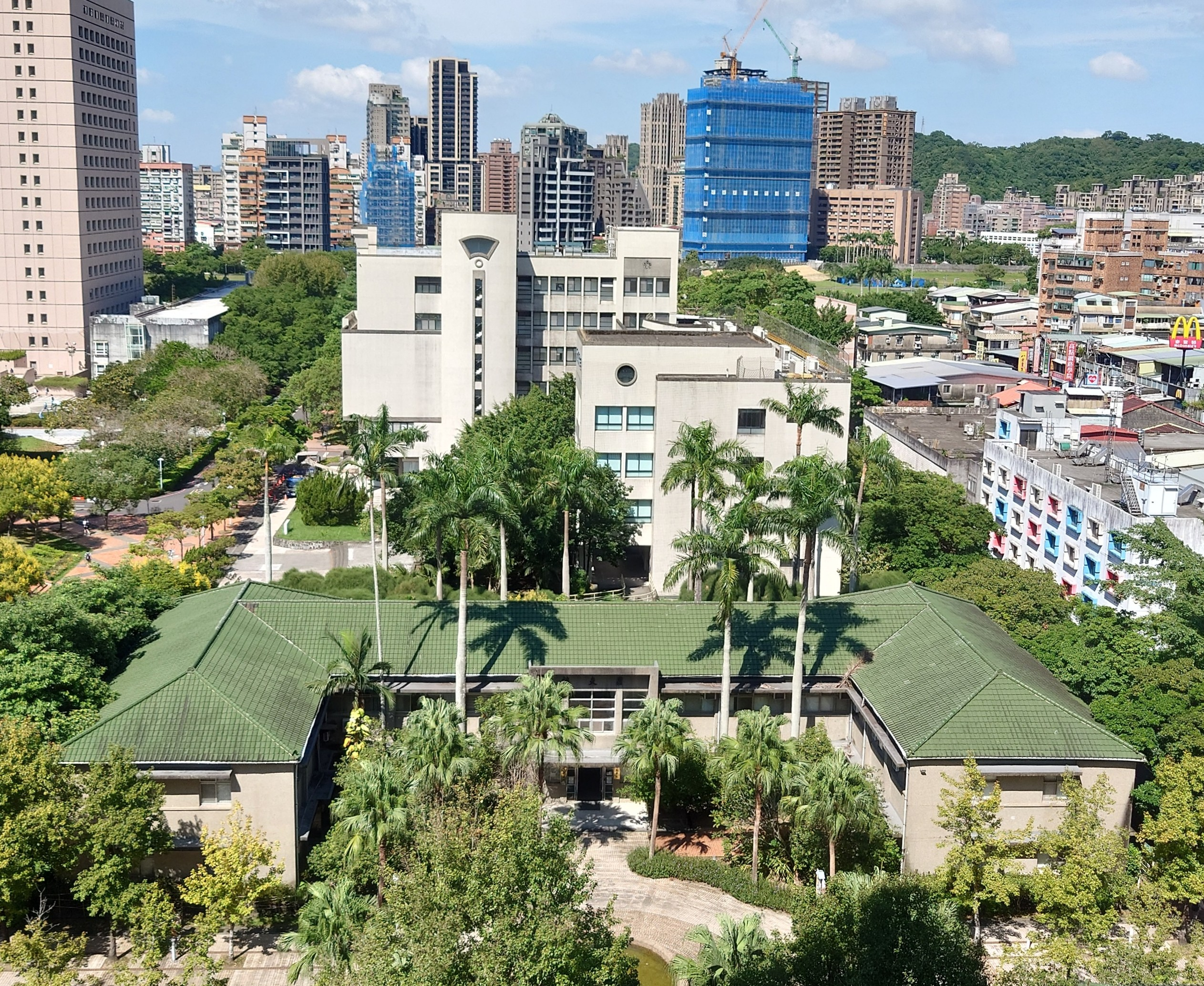
果夫樓，紀念曾任中央政治學校教育長的中國國民黨政治人物陳果夫命名。復校初期曾為行政大樓，現由理學院使用。

國立政治大學理學院，為國立政治大學的學院之一，前身由1970年的文理學院分出設立，於1994年8月正式成立為理學院，目前設有應用數學系、心理學系、神經科學研究所及應用物理研究所四個系所，學院目標為結合理論與實務，未來發展為跨領域特色研究。

## 沿革[2]
- 1970年，數學系成立
- 1971年，心理學系成立
- 1993年，資訊科學系成立
- 1994年，理學院成立

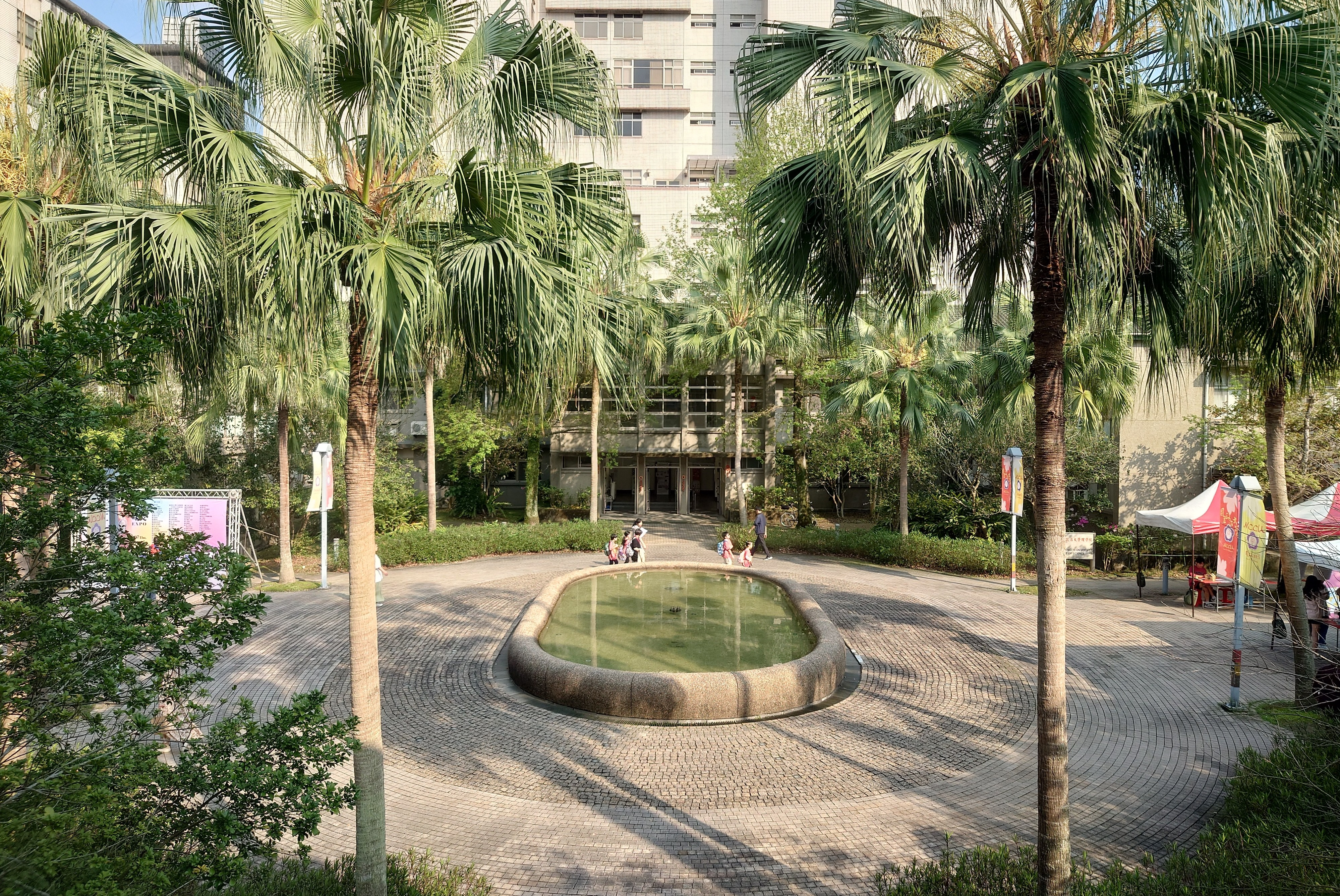
志希樓為圖書館初代館舍，現由理學院使用。

- 2007年，心智、大腦與學習中心成立於1月份、生命科學研究所成立於8月份
- 2009年，與傳播學院共同設立「數位內容碩士學位學程」、應用物理研究所成立
- 2011年，與傳播學院共同設立「數位內容與科技學士學位學程」、與教育學院共同設立「輔導與諮商碩士學位學程」
- 2015年，與中華民國財政部締約合作，結合財政資訊中心與理學院，協助國家財政研究。[3][4]
- 2016年，與華南師範大學共同合作設立的臨床心理研究中心，並擴大與生命科學院學術交流。[5]
- 2021年，資訊科學系自理學院獨立，成立資訊學院。

## 跨領域學程
- 法學院：「專利學分學程」
- 教育學院：「輔導與諮商碩士學位學程」
- 商學院：「數理財務學分學程」
- 外語學院：「語言、認知與大腦學分學程」

## 學院組成

### 主要系所
| 理學院系所 College of Science Departments | 應用數學系（页面存档备份，存于）     | 心理學系（页面存档备份，存于） |
| 理學院系所 College of Science Departments | 神經科學研究所（页面存档备份，存于） | 應用物理研究所                 |
| 理學院系所 College of Science Departments | 數學教學專班                         | MPCG碩士學程                   |
| 理學院系所 College of Science Departments | 臨床心理研究中心                     |                                |

### 校級研究中心
- 心智、大腦與學習研究中心

## 外部連結
- 國立政治大學理學院（页面存档备份，存于）